# Дами запрошують кавалерів
«Дами запрошують кавалерів» (рос. «Дамы приглашают кавалеров») — лірична кінокомедія за мотивами оповідання  Льва Ісаєвича Славіна «Кафе „Канава“».

## Сюжет
Анні Поздняковій (Марина Нейолова) вже за 30 років і, попри  те, що вона добра і симпатична, вона не може знайти собі чоловіка, з яким змогла б знайти сімейне щастя. Вже ніби як і сподобався відповідний кандидат в особі видного військового Віктора (Олександр Фатюшин), але він з першого погляду закохується в подругу Анни Раїсу (Наталія Андрейченко) і одружується з нею. Тоді Аня оформляє відпустку за свій рахунок і їде на південь, в Сочі. Багато сумних і кумедних пригод їй доведеться пережити до того, як самотній і неприкаяний Саня (Леонід Куравльов) зробить їй пропозицію.

## У ролях
- Марина Нейолова —  Аня Позднякова, товарознавець
- Леонід Куравльов —  Саня Свинцов, інженер
- Тетяна Божок —  Марина, телефоністка
- Наталія Андрейченко —  Раїса, подруга Ані
- Олександр Фатюшин —  Віктор, військовий
- Марія Виноградова —  тітка Клава
- Микола Скоробогатов —  Петро Тимофійович, дядько
- Микола Караченцов —  Валентин, альфонс
- Гія Перадзе —  Анзор, інженер
- Валерій Носик —  Моремухін, вантажник
- Петро Ольов —  Миша, брюнет з ретро-автомобіля
- Олександр Соловйов —  Сергій, блондин з ретро-автомобіля
- Олександр Пятков —  відпочиваючий з фотоапаратом
- Людмила Іванова —  буфетниця
- Г. Черчерікі —  Сурен, охоронець санаторію  (озвучує  Іван Рижов)
- Геннадій Ялович —  Густав Іванович, директор магазину  (озвучує  Володимир Гуляєв)
- Олександра Харитонова —  гостя на весіллі  (немає в титрах)
- Валентин Брилєєв —  Коля, пасажир пароплава  (немає в титрах)
- Клавдія Хабарова —  дружина Колі, дама на пароплаві  (немає в титрах)

## Знімальна група
- Автори сценарію: Олександр Бородянський і  Карен Шахназаров
- Режисер-постановник:  Іван Кіасашвілі
- Оператор-постановник: Ігор Бек
- Художник-постановник:  Ірина Шретер
- Композитор:  Богдан Троцюк